# Mende Nazer
Pour les articles homonymes, voir Mende.
Mende Nazer (née environ en 1982 dans un village dans les monts Nuba) est une écrivaine d'origine soudanaise et ancienne esclave. Elle est l'auteur d'une autobiographie portant le titre Ma vie d'esclave, en anglais « Slave ».    

## Biographie
Le village de Mende Nazer  est attaqué et brûlé par des miliciens arabes alors qu'elle est âgée de douze ans. La jeune fille est violée et parquée avec les enfants de son village dans un camp militaire complice des enlèvements. Elle est ensuite vendue à une famille aisée de Khartoum, la capitale du Soudan où elle sera forcée pendant 7 ans à vivre comme esclave domestique dans une riche famille. Battue régulièrement, elle dort sur le sol dans un cabanon étroit.  Elle est nourrie avec les restes et on lui interdit de parler sa langue maternelle. De plus, elle subit des insultes racistes et des menaces de mort au quotidien. Après 7 années de calvaire, elle est « cédée » à la sœur de sa maîtresse, femme d'un riche diplomate soudanais à Londres haut fonctionnaire à l'Ambassade du Soudan. Alors qu'elle espère une amélioration de son sort en quittant le Soudan, les mauvais traitements se poursuivent en Europe. Elle travaille près de 20 heures par jour aux tâches domestiques de la maison et d'éducation des enfants et subit l'interdiction de parler à quiconque ou de sortir. 
Un après-midi, aidée par des ressortissants soudanais appartenant, comme elle, au peuple Nuba, Mende finit par échapper à ses maîtres en fuyant. 
À l'aide du journaliste et expert du Soudan Damien Lewis qu'elle rencontre peu après, elle publie son autobiographie en 2002 dans un livre chargé en émotion : "Slave" (« Ma vie d'esclave »). L'ouvrage devient un best-seller.
Jusqu'en octobre 2002, sa demande d'asile en Angleterre est rejetée malgré les menaces pesant sur elle au Soudan. Son expulsion est néanmoins évitée par la réaction des médias, la protestation de beaucoup de ses lecteurs, ainsi que le soutien des organisations pour les droits de l'homme. 
Mende Nazer vit aujourd'hui à Londres et participe à des colloques internationaux ("Legacies of Sisterhood", Pace University, NY, USA, Oct. 06) où elle apporte son témoignage sur la persistance de l'esclavage dans le monde moderne.

## Œuvre
- Mende Nazer, Damien Lewis : Ma vie d'esclave,  (ISBN 2-84187-690-X)

Ce livre est composé de plusieurs parties :
1. Dans la première partie, Mende raconte sa vie avant sa capture
2. Dans une deuxième partie, elle raconte sa vie d'esclave chez ses premiers maîtres.
3. Enfin, dans une troisième partie elle raconte sa vie chez ses nouveaux maîtres et sa fuite.